# Іваніків Михайло Васильович
Михайло Васильович Іваніків (11 серпня 1981 — 9 жовтня 2022) — молодший сержант Збройних Сил України, учасник російсько-української війни, який загинув під час російського вторгнення в Україну. Кавалер ордена «За мужність» III ступеня (2023, посмертно). Позивний «Гуру».

## Життєпис
Іваніків Михайло Васильович народився 11 серпня 1981 року в с. Болотня, Перемишлянського району, Львівської області, Українська РСР, СРСР.
З 1987 року навчався у Болотнянському закладі загальної середньої освіти І-ІІІ ступенів Перемишлянської міської ради Львівського району Львівської області.
Після школи у 1999 році закінчив Державний навчальний заклад «Львівське вище професійне політехнічне училище» за спеціальністю «Слюсар з ремонту автомобілів, водій категорії С».
Після завершення навчання проходив військову службу у лавах 80-ї окремої десантно-штурмової бригади Десантно-штурмових військ Збройних Сил України. Брав участь у Тимчасовій Місії ООН у Республіці Косово у період з серпня 2001 року. В серпні 2002 році був звільнений в запас.
З початком російського вторгнення в Україну в 2022 році добровольцем став на захист України. Боровся проти держави-терориста у складі 125-ї окремої бригади територіальної оборони ЗСУ на посаді техніка стрілецької роти.
Під час виконання бойового завдання 9 жовтня 2022 року, поблизу с. Торське, Донецької області, разом з побратимом Романом Чабаном потрапив під мінометний обстріл ворога, внаслідок чого отримав травми несумісні з життям.
У Михайла залишилась матір, дружина та двоє дочок.

## Нагороди
В лютому 2023 року відповідно до указу президента України № 35/2023 Іваніківа Михайла Васильовича за особисту мужність і самовідданість, виявлені у захисті державного суверенітету та територіальної цілісності України, вірність військовій присязі було посмертно відзначено державною нагородою: орденом «За мужність» ІІІ ступеня.
В травні 2024 відповідно до указу Міністра оборони України № 786 від 21 травня 2024 року відзначено медаллю «Захиснику України».